# Yuki Yamanouchi
Yuki Yamanouchi (山之内 優貴 Yamanouchi Yuki?, nacido el 18 de septiembre de 1994 en Kagoshima) es un exfutbolista japonés. Jugaba de centrocampista y su último club fue el Albirex Niigata Singapur.

## Trayectoria

### Clubes
| Club                     | País     | Año         |
| ------------------------ | -------- | ----------- |
| Giravanz Kitakyushu      | Japón    | 2013 - 2015 |
| Suzuka Unlimited FC      | Japón    | 2015        |
| Oita Trinita             | Japón    | 2016        |
| Albirex Niigata Singapur | Singapur | 2017        |

## Estadística de carrera

### J. League
| Club                | Año   | J. League | J. League | Copa J. League | Copa J. League | Total | Total |
| Club                | Año   | Part.     | Goles     | Part.          | Goles          | Part. | Goles |
| ------------------- | ----- | --------- | --------- | -------------- | -------------- | ----- | ----- |
| Giravanz Kitakyushu | 2013  | 1         | 0         | -              | -              | 1     | 0     |
| Giravanz Kitakyushu | 2014  | 1         | 0         | -              | -              | 1     | 0     |
| Giravanz Kitakyushu | 2015  | 0         | 0         | -              | -              | 0     | 0     |
| Oita Trinita        | 2016  | 1         | 0         | -              | -              | 1     | 0     |
| Total               | Total | 3         | 0         | 0              | 0              | 3     | 0     |

## Palmarés

### Títulos nacionales
| Título    | Club         | País  | Año  |
| --------- | ------------ | ----- | ---- |
| J3 League | Oita Trinita | Japón | 2016 |